# Canton de Saint-Lys
Le canton de Saint-Lys est une ancienne division administrative française de l’arrondissement français de Muret, située dans le département de la Haute-Garonne et la région Midi-Pyrénées et fait partie de la sixième circonscription de la Haute-Garonne.

## Composition
Le canton de Saint-Lys regroupait de 11 communes et comptait 30 568 habitants (population municipale) au 1er janvier 2010.
| Nom                       | Code Insee | Intercommunalité             | Superficie (km2) | Population (dernière pop. légale) | Densité (hab./km2) |
| ------------------------- | ---------- | ---------------------------- | ---------------- | --------------------------------- | ------------------ |
| Bonrepos-sur-Aussonnelle  | 31075      | CA Le Muretain Agglo         | 10,17            | 1 093 (2014)                      | 107                |
| Bragayrac                 | 31087      | CA Le Muretain Agglo         | 8,25             | 313 (2014)                        | 38                 |
| Cambernard                | 31101      | CC Cœur de Garonne           | 8,48             | 467 (2014)                        | 55                 |
| Empeaux                   | 31166      | CA Le Muretain Agglo         | 4,56             | 248 (2014)                        | 54                 |
| Fonsorbes                 | 31187      | CA Le Muretain Agglo         | 19,03            | 11 743 (2014)                     | 617                |
| Fontenilles               | 31188      | CC Le Grand Ouest Toulousain | 20,22            | 5 368 (2014)                      | 265                |
| Lamasquère                | 31269      | CA Le Muretain Agglo         | 6,11             | 1 422 (2014)                      | 233                |
| Saiguède                  | 31466      | CA Le Muretain Agglo         | 11,86            | 791 (2014)                        | 67                 |
| Sainte-Foy-de-Peyrolières | 31481      | CC Cœur de Garonne           | 38,02            | 2 064 (2014)                      | 54                 |
| Saint-Lys                 | 31499      | CA Le Muretain Agglo         | 21,30            | 9 067 (2014)                      | 426                |
| Saint-Thomas              | 31518      | CA Le Muretain Agglo         | 14,01            | 561 (2014)                        | 40                 |

## Démographie
| 1962  | 1968  | 1975  | 1982   | 1990   | 1999   | 2006   | 2011   | 2012   |
| ----- | ----- | ----- | ------ | ------ | ------ | ------ | ------ | ------ |
| 4 784 | 5 367 | 8 504 | 11 736 | 14 979 | 19 920 | 27 405 | 31 628 | 32 350 |

## Représentation

### Conseillers généraux de 1833 à 2015
| Période | Période          | Identité                    | Étiquette          | Qualité                                                                           |
| ------- | ---------------- | --------------------------- | ------------------ | --------------------------------------------------------------------------------- |
| 1833    | 1848             | voir Canton de Rieumes      |                    |                                                                                   |
| 1848    | 1858 (démission) | Bernard Maignan             |                    | Propriétaire à Seyguède, Maire de Saint-Lys                                       |
| 1858    | 1871             | Léopold Dassan              | Orléaniste         | Propriétaire, avocat et juge de paix à Saint-Lys                                  |
| 1871    | 1883             | Louis Lartet                | Droite monarchiste | Propriétaire et avocat                                                            |
| 1883    | 1888             | Bernard Baylac              | Républicain        | Négociant, maire de Saint-Lys                                                     |
| 1888    | 1889             | Louis Maraval               | Rad.               | Avocat à Toulouse                                                                 |
| 1889    | 1895             | Gabriel Puntous             | Droite monarchiste | Docteur en médecine à Toulouse, maire de Sainte-Foy-de-Peyrolières                |
| 1895    | 1913             | Louis Maraval               | Rad.               | Avocat à Toulouse                                                                 |
| 1913    | 1937             | Marius Savignol             | Rad.               | Pharmacien, maire de Saint-Lys, conseiller d'arrondissement Sénateur (1928-1940)  |
| 1937    | 1940             | René Bastide                | Rad.               | Propriétaire-exploitant Maire de Saint-Lys nommé conseiller départemental en 1943 |
|         |                  |                             |                    |                                                                                   |
| 1945    | 1951             | Robert Daurignac            | SFIO               | Agriculteur à Sainte-Foy-de-Peyrolières                                           |
| 1951    | 1964             | René Bastide                | Rad.               | Propriétaire-exploitant Maire de Saint-Lys                                        |
| 1964    | 1988             | Pierre Verdier              | SFIO puis MRG      | Clerc de notaire Maire de Saint-Lys                                               |
| 1988    | 2008             | Christian Jumel (1948-2014) | PS                 | Technicien Maire de Fontenilles                                                   |
| 2008    | 2015             | Pierre Duplanté             | PS                 | Retraité Maire de Fonsorbes (1989-2014)                                           |

### Conseillers d'arrondissement (de 1833 à 1940)
| Période                                  | Période      | Identité           | Étiquette   | Qualité |
| ---------------------------------------- | ------------ | ------------------ | ----------- | --- |
| 1833                                     | 1836         | M. Dardenne        |             | Maire de Saint-Thomas                                                                                       |
| 1836                                     | 1848         | M. Dassan fils     |             | Propriétaire à Saint-Lys                                                                                    |
|                                          |              |                    |             | |
| 1874                                     | 1887 (décès) | Louis Igounet      | Républicain | Médecin à Sainte-Foy-de-Peyrolières                                                                         |
|                                          |              |                    |             | |
| 1895                                     | 1904         | Léon Père          | Radical     | Propriétaire, maire de Sainte-Foy-de-Peyrolières                                                            |
| 1904                                     | 1910         | M. Germier         | Radical     | Propriétaire, conseiller municipal de Saint-Lys                                                             |
| 1910                                     | 1913         | Marius Savignol    | Radical     | Pharmacien, maire de Saint-Lys                                                                              |
| 1913                                     | 1919         | Jean-Joseph Deltil |             | Ancien industriel, maire de Bonrepos-sur-Aussonnelle                                                        |
| 1919                                     | 1940         | Honoré Cazalot     | Radical     | Cultivateur et négociant, conseiller municipal de Saint-Lys                                                 |
| 1940                                     |              |                    |             | Les conseils d'arrondissement ont été suspendus par la loi du 12 octobre 1940 et n'ont jamais été réactivés |
| Les données manquantes sont à compléter. |              |                    |             | |